# Maghreb Al Adna
 (septembre 2024).
Si vous disposez d'ouvrages ou d'articles de référence ou si vous connaissez des sites web de qualité traitant du thème abordé ici, merci de compléter l'article en donnant les références utiles à sa vérifiabilité et en les liant à la section « Notes et références ».
Le Proche-Maghreb, Maghreb oriental ou Maghreb el-Adna (en arabe : المغرب الأدنى al-Maghrib al-Adna) est une zone territoriale du Maghreb et une appellation historique désignant l'Est du Maghreb, soit : le territoire de l'actuelle Tunisie incluant parfois aussi la Libye. Elle figure parmi les noms historiques utilisés en arabe pour désigner la Tunisie, mais ne doit pas être confondue avec l'Ifriqya, dont l'usage et l'étendue du territoire est sensiblement différent.
Très utilisée entre le VIIe siècle et le XVIe siècle, cette partie du Maghreb est nommée par les historiens et géographes musulmans dans la période du Moyen Âge occidental et reprise par certains historiens contemporains pour indiquer la Tunisie et la Libye. Ses les limites territoriales fixes sont difficiles à désigner.
Le nom de Proche-Maghreb est dû à sa proximité avec l'Orient, qui commence à partir de l'Égypte. Cette désignation historique figure aux côtés de celles de Maghrib al-Awsat (Maghreb central, actuelle Algérie) et de Maghrib al-Aqsa (Extrême-Maghreb ou Maghreb occidental, Maroc actuel).
Le Proche-Maghreb a été le siège de nombreux royaumes dans l'histoire islamique, tels que les Aghlabides, le Califat fatimide, les Zirides et les Hafsides.
La capitale historique et culturelle du Maghreb al-Adna était Kairouan et coïncide avec l'Ifriqiya médiévale, et les deux termes sont utilisés de manière interchangeable dans l'historiographie arabisante.